# أسطفان الثالث
أسطفان الثالث هو البابا رقم 94 في قائمة باباوات الكنيسة الكاثوليكية انتخب يوم 7 أغسطس عام 768 وتوفي يوم 24 يناير عام 772.
حدثت محاولة ضغط عنيفة أثناء الانتخابات تعتبر هو الأول في تاريخ الباباوية حيث كان هناك باباوين زورين، الأول هو العلماني قسطنطين الثاني شقيق الدوق توتو دي نيبي الذي فرض عليه المنصب، والآخر هو فيليبُس الذي فرضه ملك اللومبارديين ديدييه من جهته، اعتزل فيليبُس بعد فترة قصيرة، أما العلماني قسطنطين الثاني فخلع بعد سنة وشهر (أي بعد ثلاثة عشر شهراً) وجرت انتخاب قانوني بعد ذلك، أثر عليه الشماس الطاغية كريستوفر حيث فقد قسطنطين الثاني بصره وحورب حروباً دموية شديدة، وقد عجز البابا أسطفان الثالث عن التدخٌّل في هذا الموضوع لضعفه، حيث كان سيُشن عليه صراعات على الباباوية لولا أن حظي بدعم شارل وشارلمان ابنا ملك الفرنجة بيبان، وقد عقد مجمع سنة 769 أدانوا فيه البابا الزور العلماني قسطنطين الثاني مجدداً واضطهدوه بعد أن فقد بصره وكان المسؤول عن ذلك الشماس كريستوفر.
أثناء هذا المجمع تم إصدار قرار قانوني من الآن فصاعدا لن يتم انتخاب العلمانيين بعد ذلك وإلا سيعاقبون على ذلك، ولا يحق لأي أحد الانتخاب إلا الكرادلة الشمامسة والكهنة منهم فقط، وبسبب مطامع ملك اللومباردي ديدييه حفل عهد البابا أسطفان بالمضاعفات السياسية في إيطاليا، وقد حصل خلاف بين شارل وشارلمان ابني ملك الفرنجة بيبان، ولكن وفاة شارلمان بفترة وجيزة أصبح شارل هو الملك لإمبراطورية الفرنجة